# Koszulalgebra
Koszulalgebra är inom matematiken en {\displaystyle R} en graderad {\displaystyle k}-algebra över vilken grundkroppen {\displaystyle k} har en linjär minimal graderad fri resolution, d.v.s., det finns en exakt följd:
{\displaystyle \cdots \rightarrow R(-i)^{b_{i}}\rightarrow \cdots \rightarrow R(-2)^{b_{2}}\rightarrow R(-1)^{b_{1}}\rightarrow R\rightarrow k\rightarrow 0.}
Koszulalgebror är uppkallade efter den franska matematikern Jean-Louis Koszul.